# پیتر مرینگر
پیتر مرینگر (انگلیسی: Peter Mehringer; ۱۵ ژوئیهٔ ۱۹۱۰ – ۲۷ اوت ۱۹۸۷) کشتی‌گیر اهل ایالات متحده آمریکا بود.